# Copa de Madagascar
La Copa de Madagascar es el segundo torneo de fútbol a nivel de clubes más importante de Madagascar, se disputa desde 1974 y es organizada por la Federación Malgache de Fútbol.

## Formato
Pueden participar todos los equipos del país y se juega bajo un sistema de eliminación directa.
El equipo campeón clasifica a la Copa Confederación de la CAF.

## Lista de Campeones
| Temporada | Campeón                                            | Resultado                                          | Finalista                                          |
| --------- | -------------------------------------------------- | -------------------------------------------------- | -------------------------------------------------- |
| 1971      | AS St. Michel                                      | 3 - 2                                              | Akon'Ambatomena                                    |
| 1972      | Desconocido                                        | Desconocido                                        | Desconocido                                        |
| 1973      | Desconocido                                        | Desconocido                                        | Desconocido                                        |
| 1974      | Fortior Mahajanga                                  |                                                    |                                                    |
| 1975      | Fortior Mahajanga                                  |                                                    |                                                    |
| 1976      | Fortior Mahajanga                                  |                                                    |                                                    |
| 1977      | Fortior Mahajanga                                  |                                                    |                                                    |
| 1978      | AS Sotema                                          |                                                    |                                                    |
| 1979      | AS Sotema                                          |                                                    |                                                    |
| 1980      | AS St. Michel                                      |                                                    |                                                    |
| 1981      | Dinamo Fima                                        |                                                    |                                                    |
| 1982      | AS Sotema                                          |                                                    |                                                    |
| 1983      | Dinamo Fima                                        |                                                    |                                                    |
| 1984      | Desconocido                                        | Desconocido                                        | Desconocido                                        |
| 1985      | Fortior Mahajanga                                  |                                                    |                                                    |
| 1986      | FC HTMF                                            |                                                    |                                                    |
| 1987      | BTM Antananarivo                                   |                                                    |                                                    |
| 1988      | FC BFV                                             |                                                    |                                                    |
| 1989      | BTM Antananarivo                                   |                                                    |                                                    |
| 1990      | FC BFV                                             |                                                    |                                                    |
| 1991      | BTM Antananarivo                                   |                                                    |                                                    |
| 1992      | COSFA FC                                           |                                                    |                                                    |
| 1993      | AS Cimelta                                         |                                                    |                                                    |
| 1994      | Desconocido                                        | Desconocido                                        | Desconocido                                        |
| 1995      | Desconocido                                        | Desconocido                                        | Desconocido                                        |
| 1996      | Club S Namakia                                     |                                                    |                                                    |
| 1997      | Club S Namakia                                     |                                                    | FC BFV                                             |
| 1998      | FC Djivan                                          | 2 - 0                                              | Fortior Mahajanga                                  |
| 1999      | FC Djivan                                          | 3 - 0                                              | Akon'Ambatomena                                    |
| 2000      | FC Djivan                                          | 1 - 0                                              | FC Jirama                                          |
| 2001      | US Transfoot                                       | 1 - 0                                              | AS Fortior                                         |
| 2002      | AS Fortior                                         | 3 - 0                                              | US Transfoot                                       |
| 2003      | Léopards de Transfoot                              | 1 - 0                                              | SO l'Emyrne                                        |
| 2004      | USJF Ravinala                                      | 2 - 1                                              | USCA Foot                                          |
| 2005      | USCA Foot                                          | 2 - 1                                              | USJF Ravinala                                      |
| 2006      | Ajesaia                                            | 1 - 0                                              | USCA Foot                                          |
| 2007      | AS Adema                                           | 1 - 0                                              | USCA Foot                                          |
| 2008      | AS Adema                                           | 1 - 0                                              | Iarivo FC                                          |
| 2009      | AS Adema                                           | 2 - 1                                              | Tana Formation FC                                  |
| 2010      | AS Adema                                           | 1 - 0                                              | Japan Actuel's                                     |
| 2011      | CNaPS Sport                                        | 1 - 1 (5-4 pen.)                                   | Tana Formation FC                                  |
| 2012      | TCO Boeny                                          | 1 - 0                                              | AS Adema                                           |
| 2013      | AS Saint Michel                                    | 3 - 2                                              | AS Adema                                           |
| 2014      | AS Saint Michel                                    | 3 - 2                                              | AS Adema                                           |
| 2015      | CNaPS Sport                                        | 2 - 0                                              | AS Adema                                           |
| 2016      | CNaPS Sport                                        | 2 - 1                                              | AS Saint Michel                                    |
| 2017      | Fosa Juniors FC                                    | 2 - 1                                              | COSFA FC                                           |
| 2018      | AS Saint Michel                                    | 2 - 1                                              | AS Adema                                           |
| 2019      | Fosa Juniors FC                                    | 1 - 0                                              | CNaPS Sport                                        |
| 2020      | torneo cancelado debido a la pandemia del COVID-19 | torneo cancelado debido a la pandemia del COVID-19 | torneo cancelado debido a la pandemia del COVID-19 |
| 2021      | CFFA Antananarivo                                  | 3 - 1                                              | CNaPS Sport                                        |
| 2022      | ASSM Elgeco Plus                                   | 1 - 0                                              | Fosa Juniors FC                                    |
| 2023      | ASSM Elgeco Plus                                   | 2 - 1                                              | CFFA Antananarivo                                  |
| 2024      | ASSM Elgeco Plus                                   | 1 - 0                                              | CFFA Antananarivo                                  |
| 2025      | ASSM Elgeco Plus                                   | 1 - 0                                              | AS Fanalamanga                                     |

## Títulos por club
| Club                               | Ciudad       | Títulos | Años campeón                                         |
| ---------------------------------- | ------------ | ------- | ---------------------------------------------------- |
| ASSM Elgeco Plus (AS Saint Michel) | Analamanga   | 9       | 1971, 1980, 2013, 2014, 2018, 2022, 2023, 2024, 2025 |
| Fortior Mahajanga                  | Mahajanga    | 5       | 1974, 1975, 1976, 1977, 1985                         |
| AS Adema                           | Antananarivo | 4       | 2007, 2008, 2009, 2010                               |
| FC BTM                             | Antananarivo | 3       | 1987, 1989, 1991                                     |
| FC Djivan                          | Farafangana  | 3       | 1998, 1999, 2000                                     |
| AS Sotema                          | Morovoay     | 3       | 1978, 1979, 1982                                     |
| CNaPS Sport                        | Miarinarivo  | 3       | 2011, 2015, 2016                                     |
| FC BFV                             | Mahajanga    | 2       | 1988, 1990                                           |
| Dinamo Fima                        | Antananarivo | 2       | 1981, 1983                                           |
| Club S Namakia                     | Namakia      | 2       | 1996, 1997                                           |
| Fosa Juniors FC                    | Mahajanga    | 2       | 2017, 2019                                           |
| Ajesaia                            | Antananarivo | 1       | 2006                                                 |
| AS Cimelta                         | Antananarivo | 1       | 1993                                                 |
| COSFA FC                           | Antananarivo | 1       | 1992                                                 |
| AS Fortior                         | Toamasina    | 1       | 2002                                                 |
| FC HTMF                            | Mahajanga    | 1       | 1986                                                 |
| Léopards de Transfoot              | Brickaville  | 1       | 2003                                                 |
| US Transfoot                       | Toamasina    | 1       | 2001                                                 |
| USCA Foot                          | Antananarivo | 1       | 2005                                                 |
| USJF/Ravinala                      | Antananarivo | 1       | 2004                                                 |
| TCO Boeny                          | Boeny        | 1       | 2012                                                 |
| CFFA                               | Antananarivo | 1       | 2021                                                 |